# Alabaster DePlume

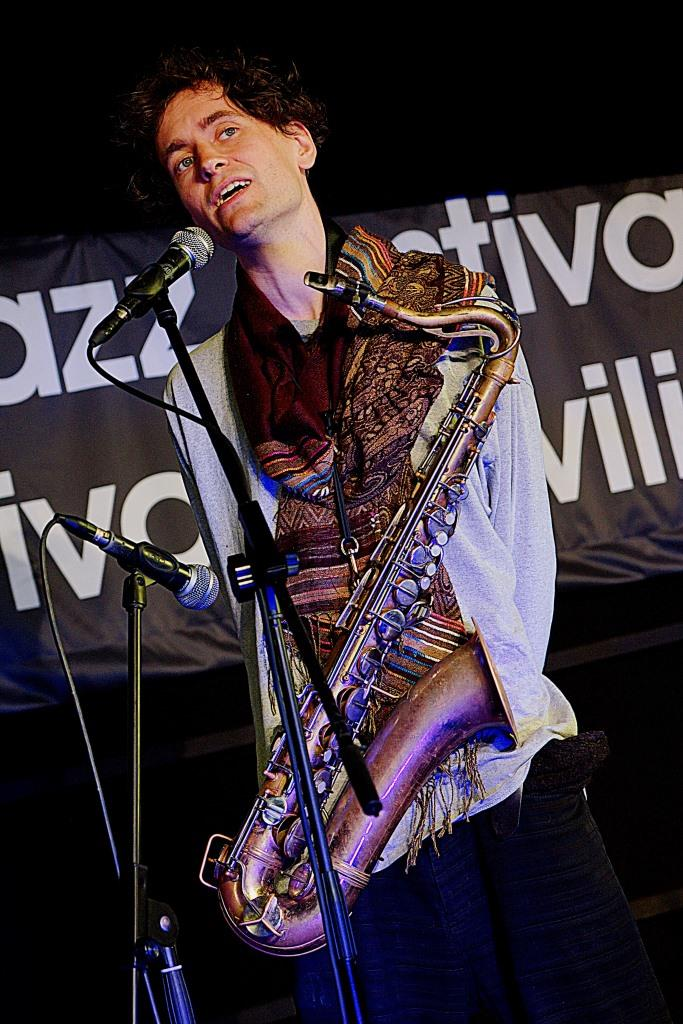
Alabaster DePlume (2016)

Alabaster DePlume (* 1980 oder 1981 in Manchester als Angus Fairbairn) ist ein britischer Jazzmusiker (Saxophon, Komposition) und Spoken-Word-Künstler.

## Leben und Wirken
DePlume machte zunächst mit seinen Geschwistern Musik, bevor er mit Anfang 20 mit einigen Freunden eine Jam-Nacht in South Manchester initiierte. Erst 2007 begann er Saxophon zu spielen. 2015 zog er nach London.
Im Oktober 2015 veröffentlichte DePlume sein Album Peach bei Debt Records in Manchester. Zudem spielte er Saxophon für Liz Green, für Rozi Plain und die Band Cymbals. Im Januar 2020 trat er im Freiburger E-Werk zum Art’s Birthday auf. Im Februar 2020 folgte bei International Anthem in Chicago das Instrumentalalbum To Cy & Lee: Instrumentals Vol. 1., im April 2022 das von der Kritik hochgelobte Album Gold – Go Forward in the Courage of Your Love. 2023 erschien sein sechstes Album Come with Fierce Grace. Er arbeitete auch mit Calabashed und den Salty Road Dogs.

## Diskographische Hinweise
- Peach (Debt Records, 2015)
- The Corner of a Sphere (Lost Map Records, 2018)
- To Cy & Lee: Instrumentals Vol. 1 (International Anthem, 2020)
- I Was Not Sleeping (Total Refreshment Records, 2020; mit Danalogue)
- Gold – Go Forward in the Courage of Your Love (International Anthem, 2022)
- Come with Fierce Grace (International Anthem, 2023)
- A Blade Because a Blade Is Whole (International Anthem, 2025)[6]